# Decorazione
La decorazione è costituita da quegli elementi che servono ad abbellire. In campo artistico e architettonico si può decorare un oggetto d'arte o un edificio.
Si può decorare qualche cosa dipingendola oppure attaccandovi degli elementi. I romani decoravano le loro case con dei mosaici (per esempio a Pompei si trovano dei mosaici, delle pitture murali o degli scorci).
La decorazione è un campo molto vasto, che comprende la trasformazione, l'arrangiamento, il restauro, la riparazione di un habitat umano e del mobilio interno (architettura d'interni).

## Esempi
La decorazione nel senso dell'arredo può comunemente consistere in dipinti o poster attaccati alle pareti, mobili, soprammobili come vasi o altri oggetti. La decorazione può essere applicata anche agli esseri umani, sia con elementi degli abiti che direttamente sul corpo, con tatuaggi o piercing.
Si dice anche «decorare l'albero di Natale».

## Alcune tecniche di decorazione
- Bassorilievo
- Pittura
  - Pressbrokat
  - Trompe-l'œil

Nell'architettura:
- Ordine architettonico
- Cemento a vista

## Galleria d'immagini

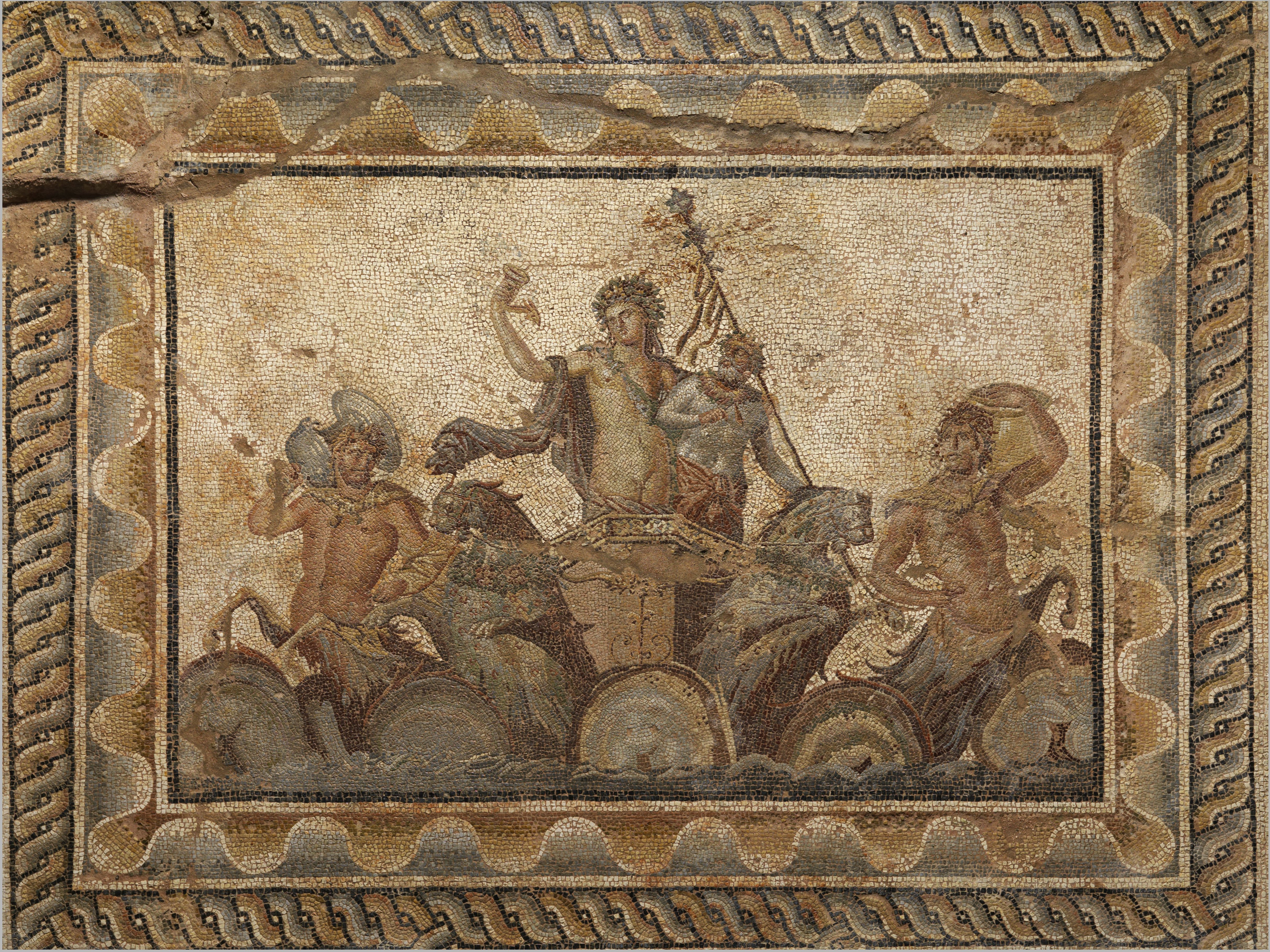
Mosaico dalla Villa di Dioniso (II secolo d.C.) a Dion, Grecia.
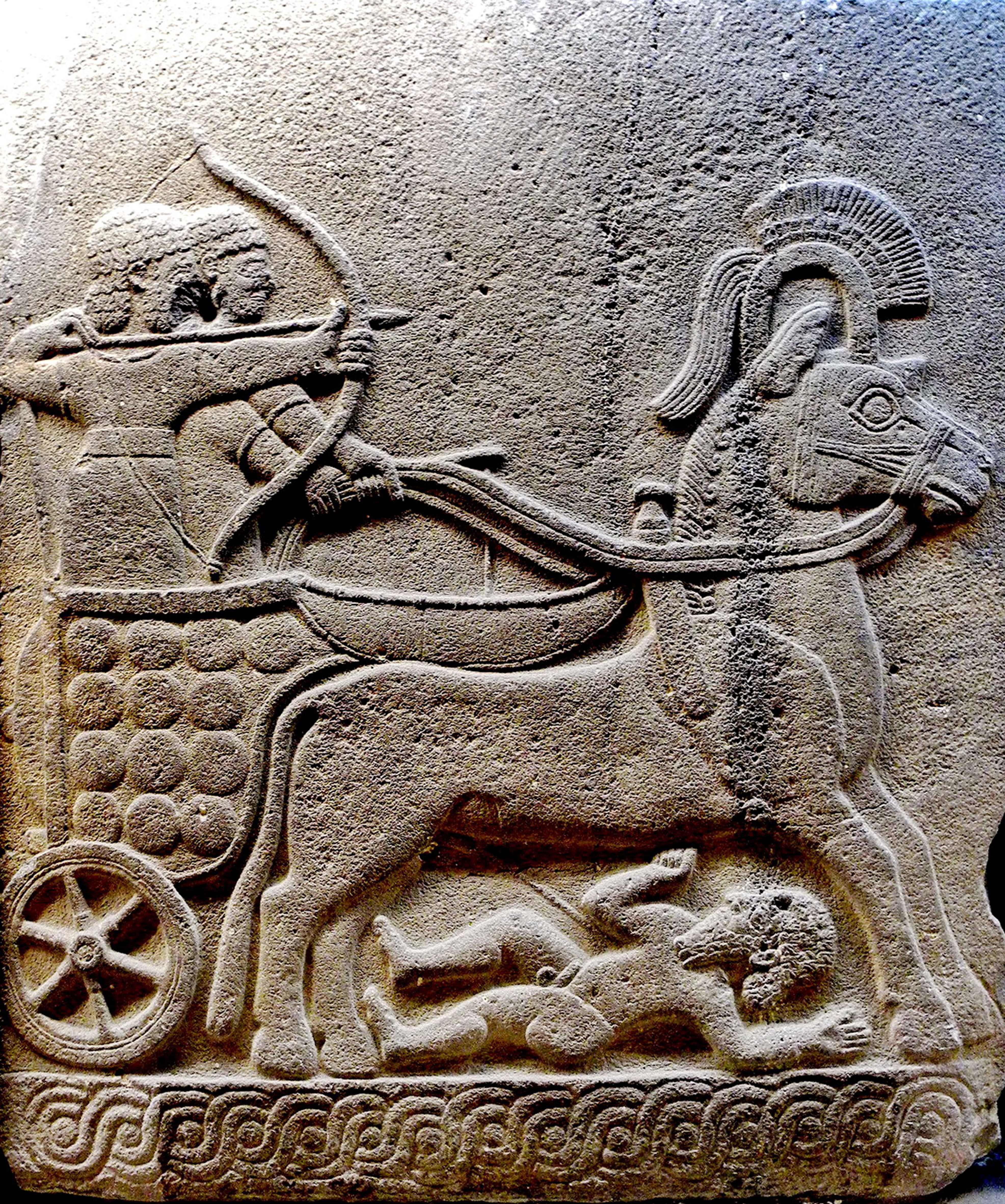
Bassorilievo Ittita
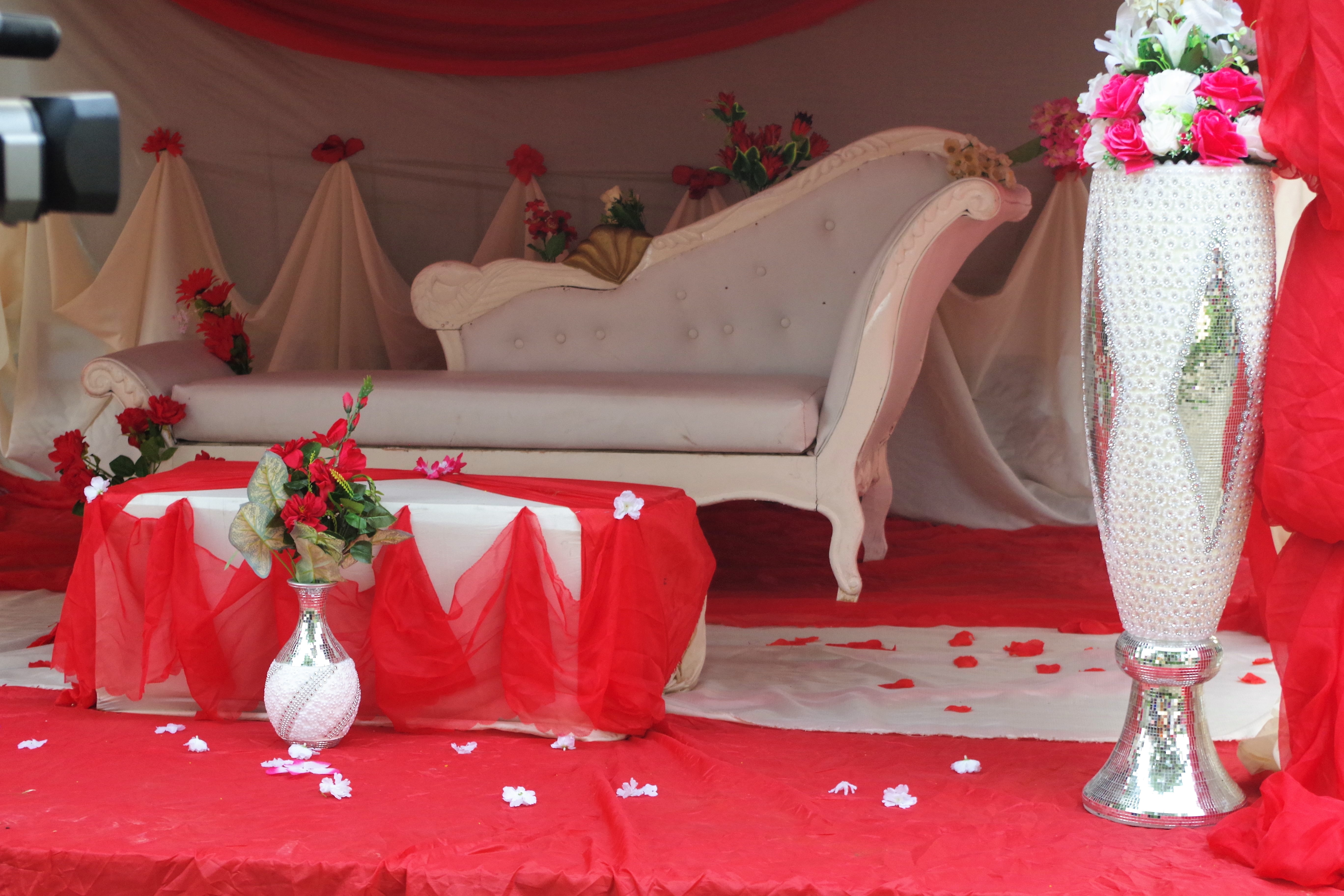
Piazza decorata pronta ad accogliere gli sposi dopo un matrimonio al municipio di Cotonou-Benin
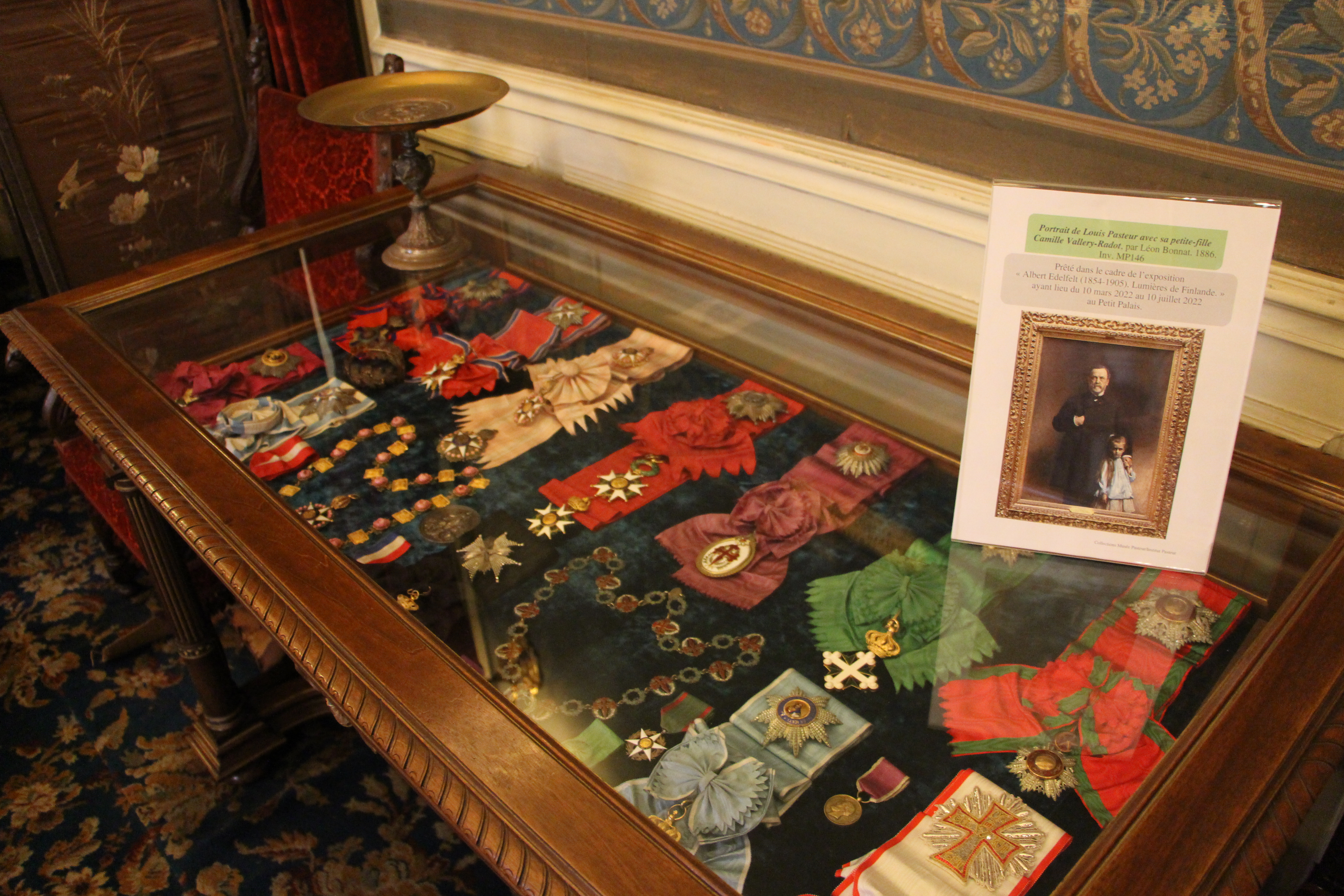
Vetrina che mostra una ventina di decorazioni assegnate a Louis Pasteur
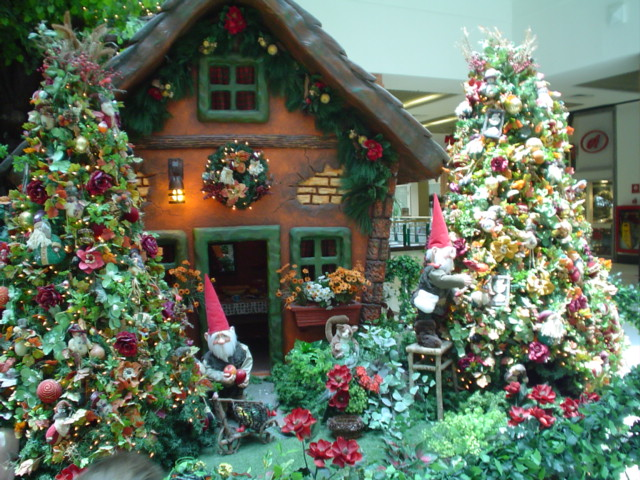
Decorazioni natalizie
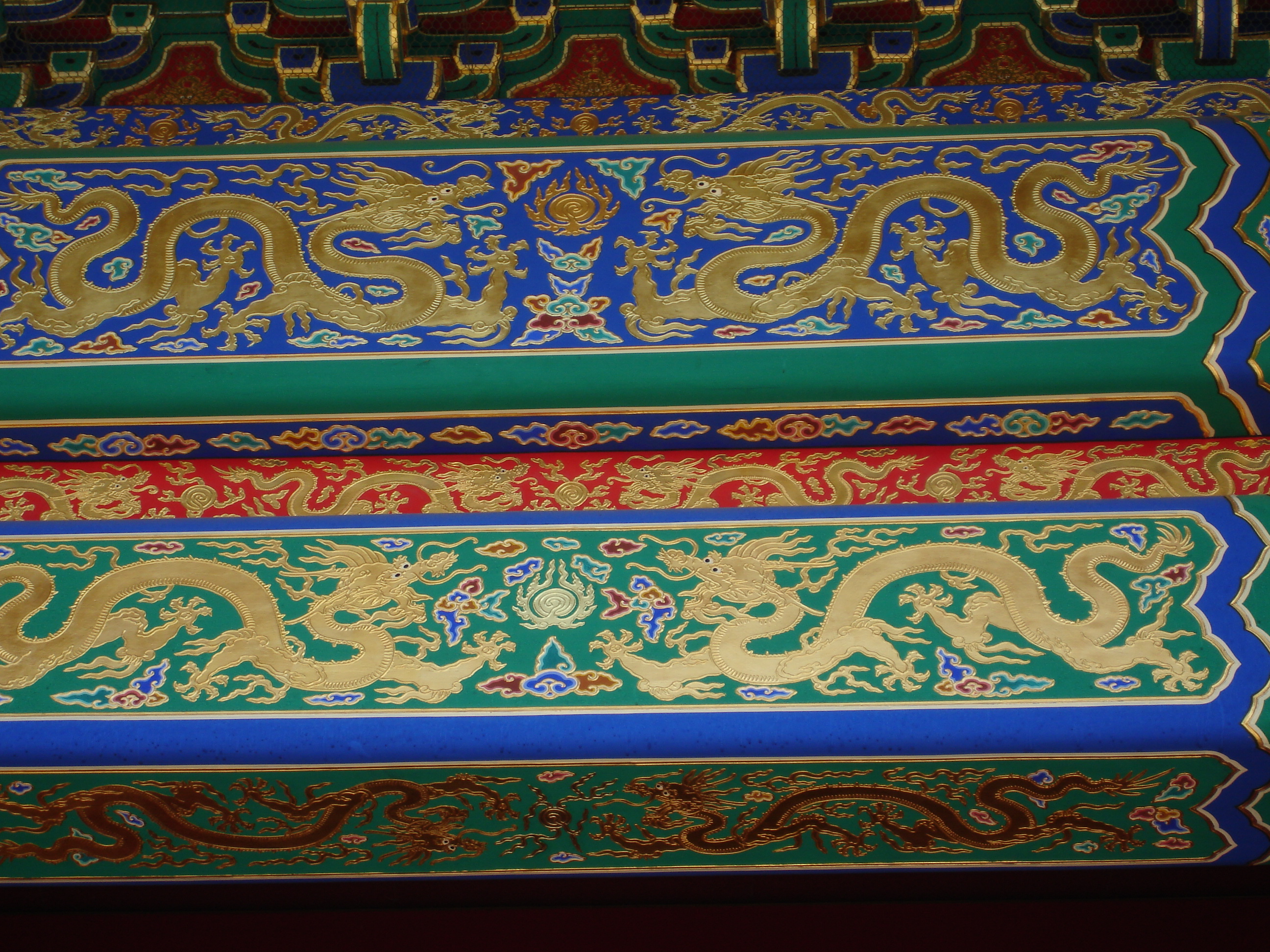
Decorazioni cinesi
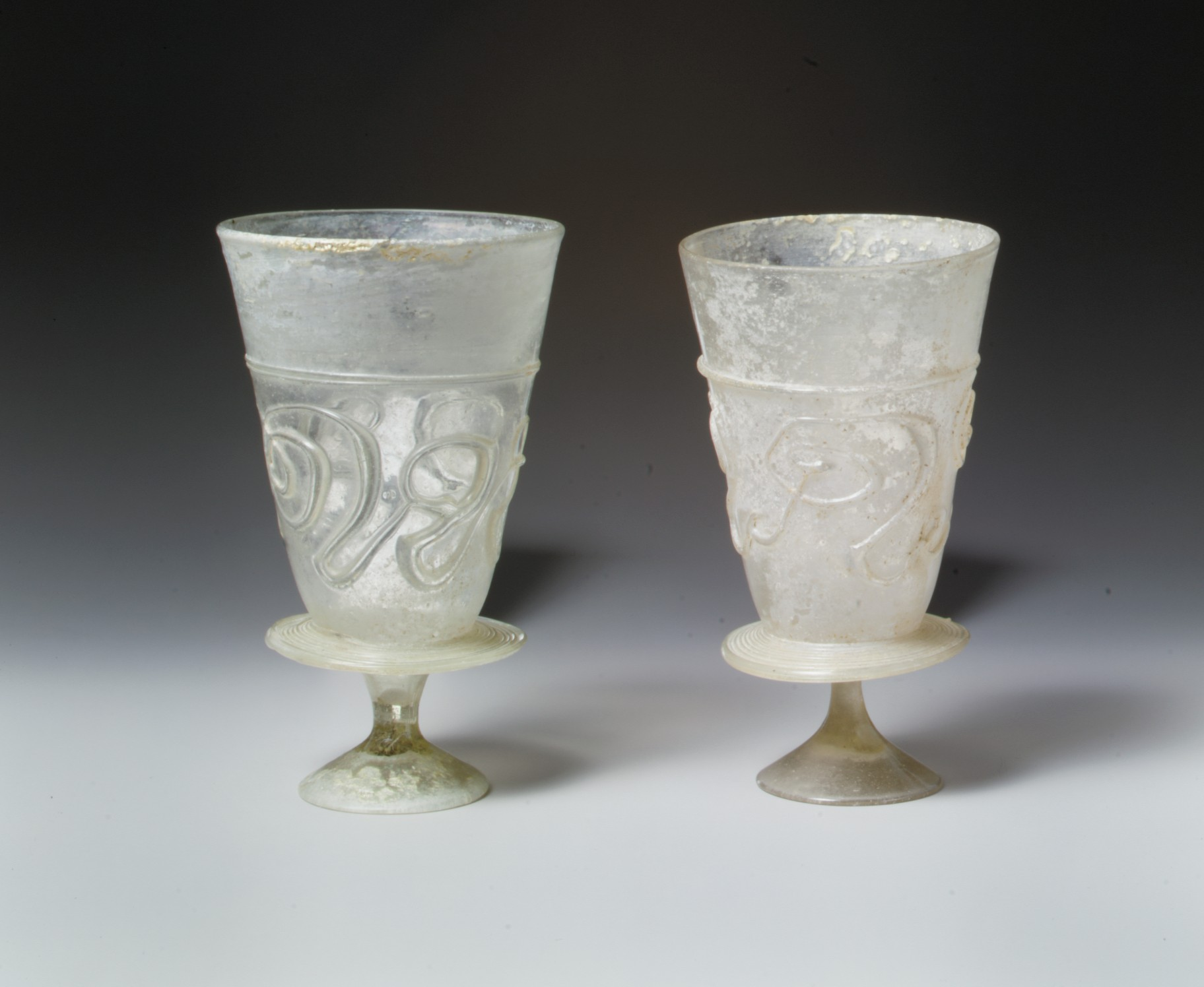
Calice con decorazione applicata